# 葡萄柚汁
葡萄柚汁，又稱西柚汁，是由葡萄柚（西柚）果肉榨出的果汁，略帶酸味但富含維生素C而被視為一種對健康有益的飲料。但不可與藥物併用。

## 禁忌

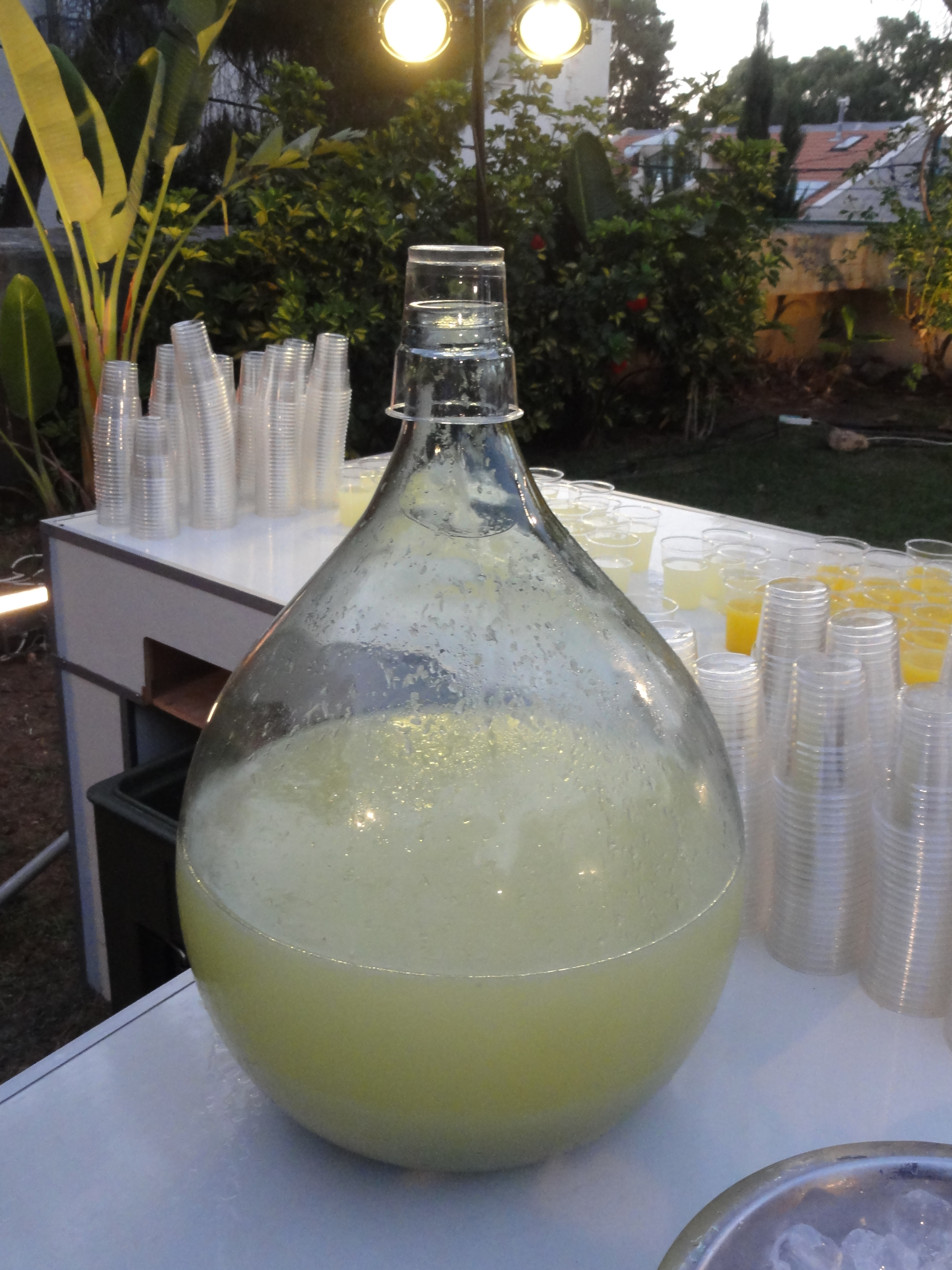
一瓶葡萄柚汁

葡萄柚汁是千萬不能與藥物一起服用的，因為葡萄柚汁中的部分類黃酮與香豆素（Coumarin）成分會抑制一種肝臟及腸道中的酵素 (CYP3A4)的活性，近半數的口服藥物必須依賴這種酵素進行代謝，一旦酵素活性被抑制而使代謝無法進行，這些藥物將會在體內累積而超過正常濃度，可能產生副作用及毒性。
已知會因葡萄柚汁而抑制正常代謝的藥物成分包括：
1. 某些鈣離子通道阻斷劑如硝苯地平、維拉帕米、地爾硫䓬與葡萄柚汁併用時可能發生頭痛、臉潮紅，甚至嚴重低血壓。[1]
2. 用於免疫疾病與器官移植的藥物如環孢菌素(Cyclosporin)與葡萄柚汁併用時，將提高藥物在血中的濃度，加重嘔吐、頭重腳輕、腹痛及腎毒性等副作用。
3. 某些用於治療皮膚過敏或過敏性鼻炎的抗組織胺藥如氯雷他定、氯苯那敏與葡萄柚汁併用時，將造成體內藥物堆積，延長心臟QT間期，嚴重時將發生致死性的心律失常。
4. 當與葡萄柚汁併用時，茶鹼、咖啡因、性激素、皮質類固醇、奎尼丁等都會減緩代謝。